# Климовский мост
Кли́мовский мост — автодорожный мост через реку Волгу, расположенный в Ржевском районе Тверской области на автодороге «„Осташков-Ржев“ — Мигуново — Трубино» между деревнями Климово и Колокольцово (сельское поселение «Итомля»).
Был создан в рамках работы над Ржевским гидроузлом в соответствии с постановлением Совета Министров СССР от 21 декабря 1982 № 1110 «О строительстве Ржевского гидроузла на реке Волге для водоснабжения г. Москвы».
Все мосты этого проекта имели увеличенную высоту, чтобы обеспечить проход судов под этими мостами
Во время строительства объект имел название «Мост через реку Волга у деревни Климово», проектировщиком выступил Ленинградский филиал «Гипродорнии», строителем стал Мостоотряд № 19.
Мост введён в эксплуатацию в 1988 году.

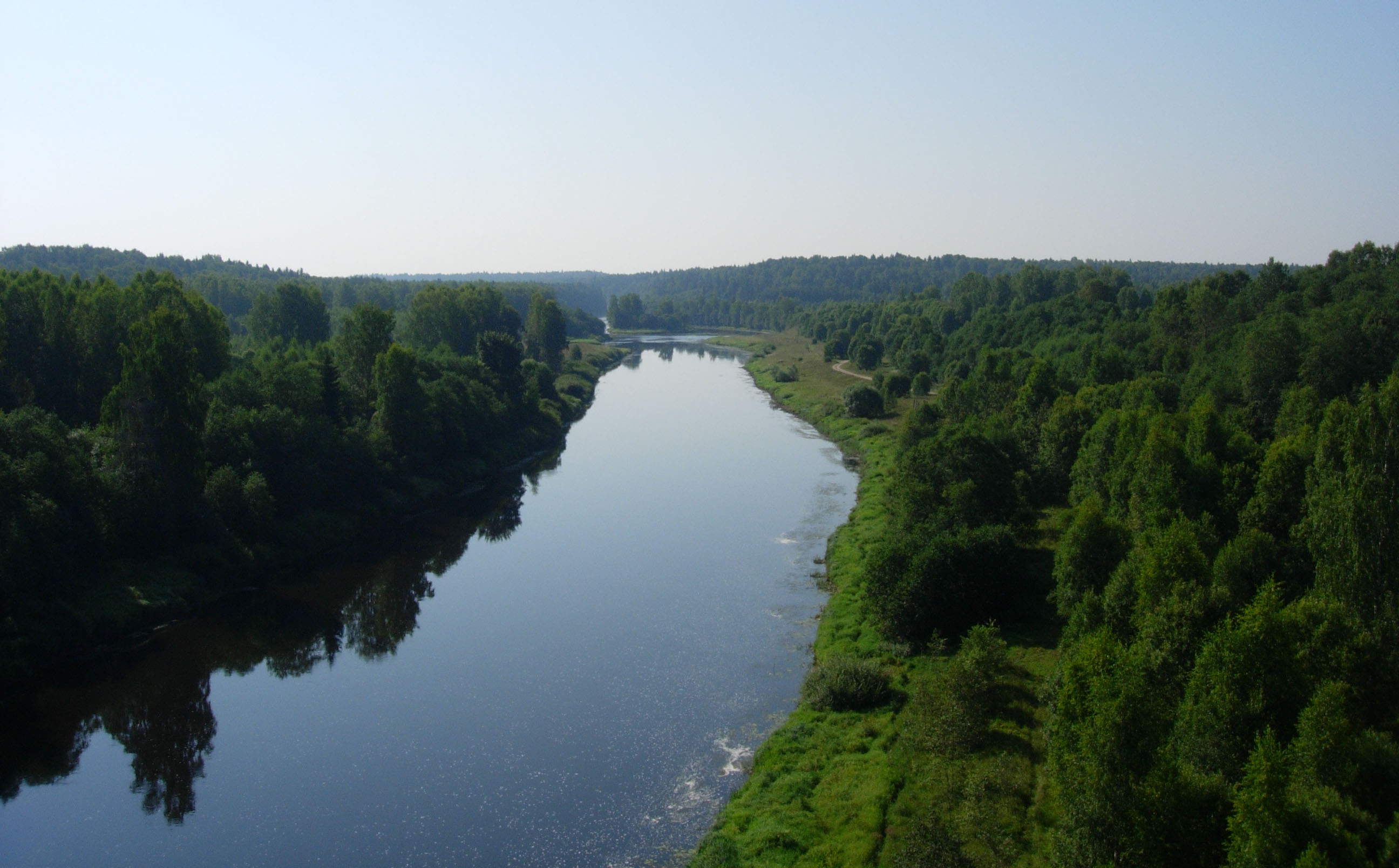
Вид с моста.